# Agustín Aranzábal
Agustín Aranzábal Alkorta (født 15. marts 1973 i Bergara, Spanien) er en tidligere spansk fodboldspiller (venstre back).
Aranzábal tilbragte størstedelen af sin karriere hos den baskiske storklub Real Sociedad, hvor han var tilknyttet i tolv sæsoner. Han var fast mand på holdet, der i 2003 var meget tæt på at vinde det spanske mesterskab, men som til slut endte på andenpladsen, to point efter Real Madrid.
I 2004 forlod Aranzábal Sociedad, og skiftede til Real Zaragoza. Her startede han med at vinde den spanske Super Cup med holdet, der sæsonen forinden havde vundet pokalturneringen Copa del Rey. Han spillede i alt tre sæsoner for klubben.

## Landshold
Aranzábal spillede fra 1995 til 2003 i alt 28 kampe for Spaniens landshold. Han var en del af den spanske trup til både VM i 1998 og EM i 2000. Han kom ikke på banen ved VM i 1998, mens van ved EM i 2000 spillede tre ud af spaniernes fire kampe.